# Kanaguchi Nozomu
Nozomu Kanaguchi (sinh ngày 8 tháng 9 năm 1981) là một cầu thủ bóng đá người Nhật Bản.

## Sự nghiệp câu lạc bộ
Nozomu Kanaguchi đã từng chơi cho Mito HollyHock.